# Anneke Huig
Anneke Huig (Ámsterdam, 1940) es una diseñadora gráfica neerlandesa.

## Biografía
De 1956 a 1960, Anneke Huig estudió artes gráficas (ilustración, tipografía y publicidad) en el Instituto de Educación en Artes Aplicadas (IvKNO) de Ámsterdam (ahora la Academia Gerrit Rietveld).
En 1961 se convirtió en empleada permanente en el estudio del diseñador gráfico Wim Crouwel. De 1963 a 1966 trabajó en la agencia de diseño Total Design, de la que Crouwel fue uno de los fundadores. Durante este período trabajó en un libro monumental sobre Rembrandt y al menos cuarenta catálogos y varios carteles para el Museo Stedelijk de Ámsterdam.
A partir de 1966 tiene su propio estudio de diseño. Realizó murales y diseñó impresos para varios clientes. Desarrolló un estilo de casa para NV Nederlandse Gasunie y realizó más de dos mil aplicaciones en un período de 18 años.